# 大衛·普頓
大衛·湯馬士·米高·普頓（英語：David Thomas Michael Prutton，1981年9月12日—）出生在英格蘭赫爾河畔京士頓，是一名職業足球員，司職中場，現效力英冠球會錫周三。

## 生平
普頓成名於諾定咸森林，並為球隊上陣超過155次，及後更被選入英格蘭U21，並吸引了修咸頓的注意，終在2003年以2.5萬英鎊轉投修咸頓。
普頓能勝任中場和後衛，03/04球季為球隊上陣30次，並在對查爾頓的射入加盟後的首球，04/05球季，為球隊上陣28次並射入兩球，05/06球季，普頓在對昆士柏流浪的賽事中，弄傷蹠骨，終在2007年1月被外借回諾定咸森林，諾定咸森林升班失敗後，侯城和列斯聯均表示對普頓有興趣，2007年5月23日，普頓被修咸頓放棄。
2007年8月7日，普頓加盟列斯聯，在2007年9月22日，普頓在對史雲斯的賽事中，射入加盟以來的首球，並助球隊以2-0擊敗對手。後來時任領隊加利·麥亞里士打上任後，將普頓從右路拉向中路，演出亦相當可人。
2010年1月26日，他被球會外借至高車士打一個月，即晚首次披甲對米尔顿凯恩斯，下半場後補入替並射入一球，為球隊鎖定2-0勝局。2月1日，列斯聯與普頓提早解約，他於同日正式加盟高車士打，為球隊上陣18場及貢獻兩個入球，於球季結束後約滿離隊。
2010年7月5日普頓以自由身免費加盟英甲球會史雲頓，簽約兩年，可再優先續約一年，與隊中的及等一眾列斯聯舊隊友重逢。普頓上陣46場及射入3球，隨著史雲頓降班英乙後，普頓於2011年5月24日獲准免費轉投錫周三，合約為期兩年。
2012年8月28日，英甲斯肯索普獲錫周三借出普頓，借用期為三個月。
2013年6月25日，英冠錫周三與普頓簽署一份新的一年合約。

## 外部連結
- 足球数据库：大衛·普頓的球员统计数据
- Article on BBC Sport website （页面存档备份，存于）